# Ośmihowicze
Ośmihowicze – wieś na Ukrainie, w obwodzie wołyńskim, w rejonie kowelskim. W 2025 roku liczyła 357 mieszkańców.
Do 2020 w rejonie turzyskim.